# Nothoscordum paradoxum
Nothoscordum paradoxum är en amaryllisväxtart som beskrevs av Pierfelice Ravenna. Nothoscordum paradoxum ingår i släktet vaniljlökar, och familjen amaryllisväxter. Inga underarter finns listade i Catalogue of Life.